# Krymsko-kavkazská oblast
Krymsko-kavkazská oblast je geologicky a geomorfologicky vyčleněné území Alpsko-himálajského systému, které z pohledu českého geomorfologického členění přibližně odpovídá provincii. Leží na rozhraní Evropy a Asie, do Evropy zasahuje svou krymskou částí (Krymské hory a Kerčský poloostrov), zatímco Kavkaz a Předkavkazí už řadíme do Asie.